# 115. spaningsflygdivisionen
115. spaningsflygdivisionen även känd som Kalle Svart var en spaningsflygdivision inom svenska flygvapnet som verkade i olika former åren 1949–1976. Divisionen var baserad på Skavsta flygplats i Nyköpings garnison.

## Historik
Kalle Svart var 5. divisionen vid Södermanlands flygflottilj (F 11), eller 115. spaningsflygdivisionen inom Flygvapnet. Divisionen bildades den 1 maj 1949, då som 4. divisionen, men kom i början av 1950-talet att numreras som 5. divisionen. Det med bakgrund till att då 4 divisionen vid Flygvapnets flottiljer i regel var en utbildningsenhet för markförband.
Vid bildandet av divisionen 1949 tillfördes divisionen personal från två flygflottiljer. Dels från Roslagens flygflottilj (F 2) som upplöstes och avvecklades som flygflottilj. Men även från Östgöta flygflottilj (F 3) som omorganiserades till jaktflottilj. Divisionen beväpnades med Supermarine Spitfire som i Flygvapnet betecknades S 31. År 1955 ombeväpnades divisionen till spaningsversionen av Tunnan, som flögs fram till 1958, då divisionen ombeväpnades till spaningsversionen Lansen. Divisionen var tillsammans med 111. spaningsflygdivisionen (Kalle Röd) de två divisioner vid F 11 som aldrig kom att beväpnas med S 35E Draken. Något som kännetecknades vid flottiljen genom att de så kallade "Lansen-divisionerna" betecknades som "Kalle", medan "Draken-divisionerna" betecknades "Sigurd". 
År 1975 antog riksdagens förslag om att upplösa och avveckla Södermanlands flygflottilj (F 11) den 30 juni 1980. Flygverksamheten vid flottiljen skulle samtidigt upphöra senast den 30 juni 1979. 115. spaningsflygdivisionen upplöstes och avvecklades tillsammans med 113. spaningsflygdivisionen (Sigurd Gul) den 30 september 1976. Från den 1 oktober 1976 kom delar av personalstyrkan från de två divisionerna att överföras till den nya 131. spaningsflygdivisionen (Martin Röd) vid Bråvalla flygflottilj (F 13). Där 131. jaktflygdivisionen (Martin Röd) omorganiserades från jakt till spaning. I samband med att divisionen upplöstes den 30 september 1976, hade personalen vid Kalle Svart spelat in en EP-skiva med låten "Ring så spelar vi".

## Materiel vid förbandet
Spaningsflygplan

- 1949–1955: S 31 Spitfire
- 1953–1955: S 28B Vampire
- 1954–1958: S 29C Tunnan
- 1958–1976: S 32C Lansen

## Förbandschefer
Divisionschefer vid 115. spaningsflygdivisionen (Kalle Svart) åren 1949–1976.
- 1949–1976: ???

## Anropssignal, beteckning och förläggningsort
| Kalle Svart | 1949-05-01 | – | 1976-09-30 |

| 115. spaningsflygdivisionen | 1949-05-01 | – | 1976-09-30 |

| Skavsta flygplats (F) | 1949-05-01 | – | 1976-09-30 |

## Galleri

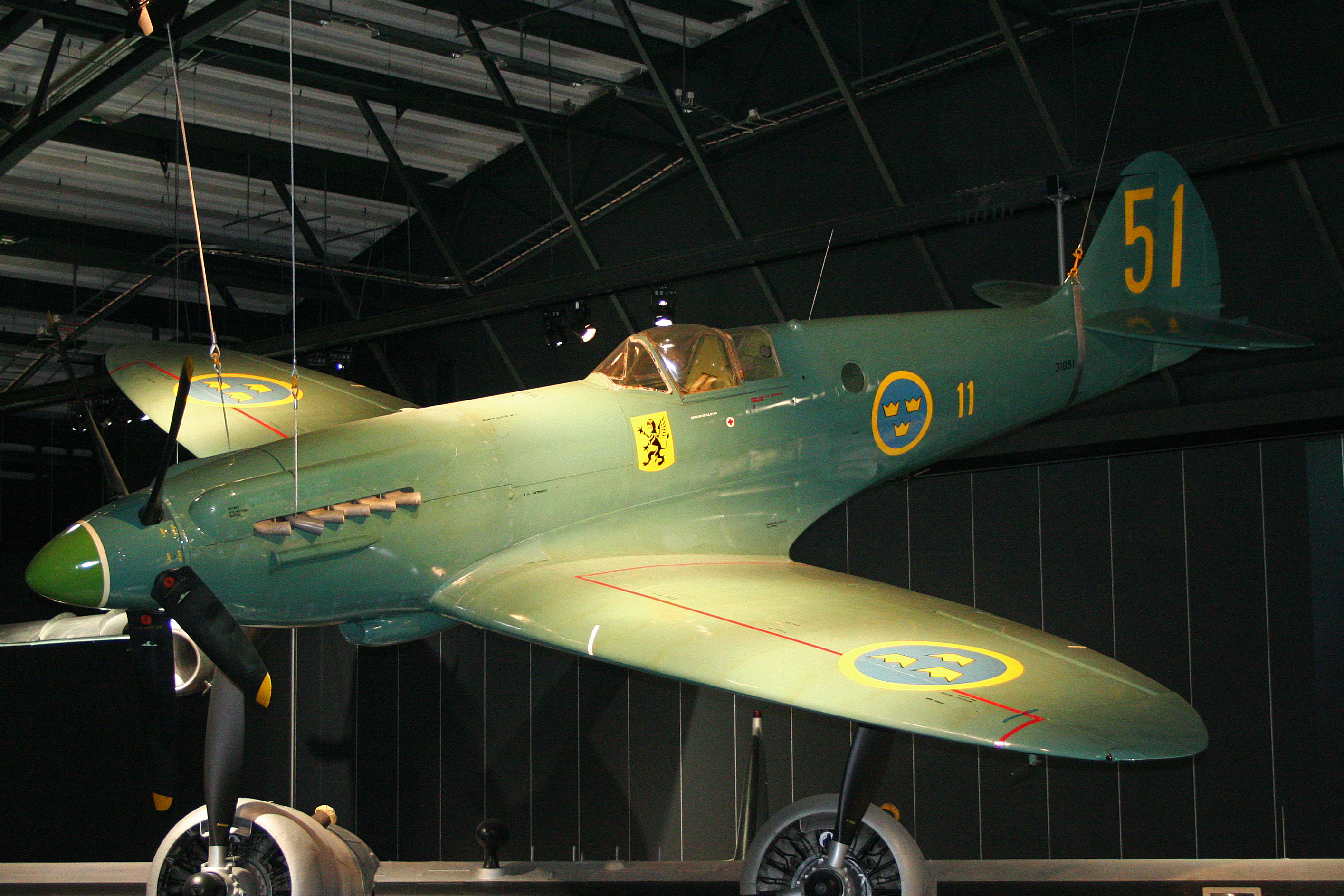
S 31 Spitfire (1949–1955)
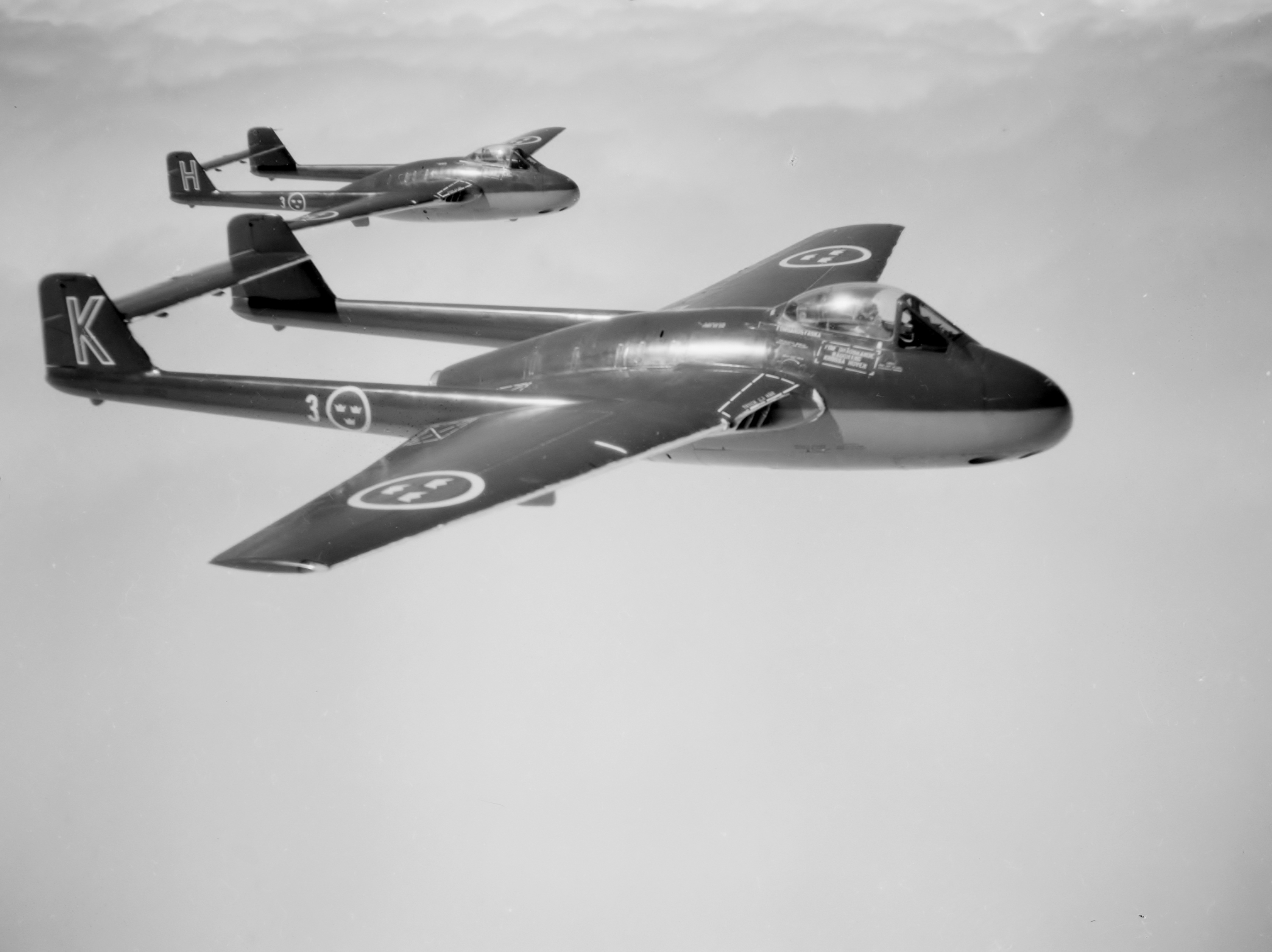
S 28 Vampire (1953–1955)
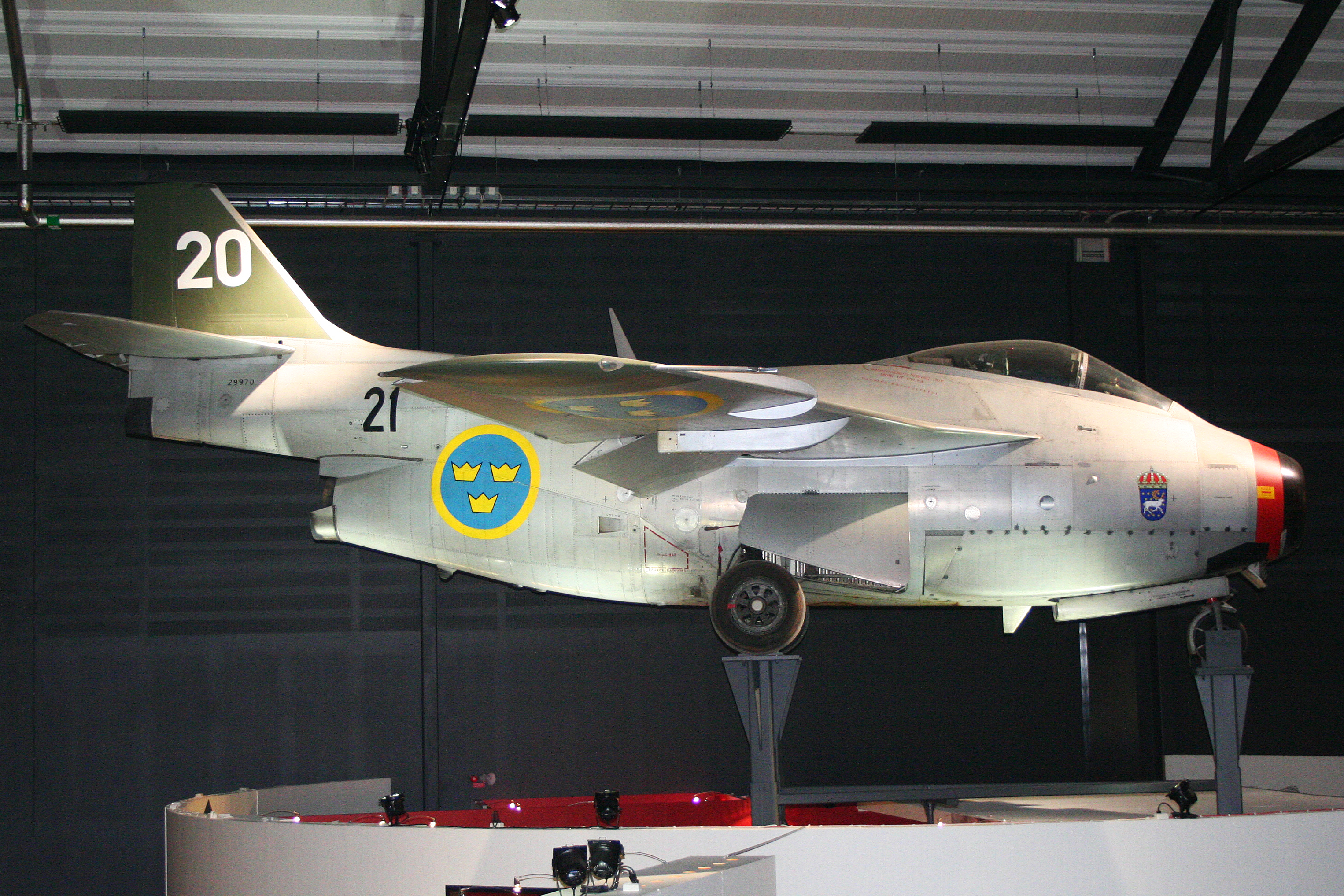
S 29 Tunnan (1954–1958).
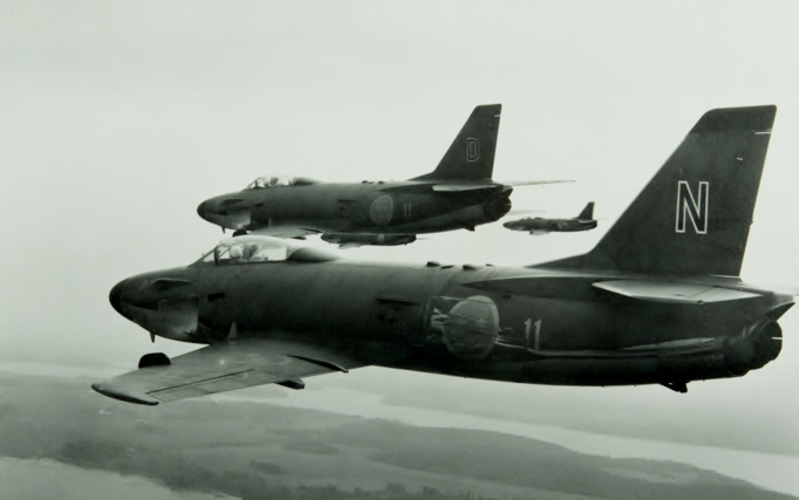
S 32 Lansen (1958–1978).